# Leucocelis versicolora
Leucocelis versicolora är en skalbaggsart som beskrevs av Moser 1910. Leucocelis versicolora ingår i släktet Leucocelis och familjen Cetoniidae. Inga underarter finns listade i Catalogue of Life.